# بندر (مجموعه تلویزیونی)
بندر (چکی: Přístav) یک مجموعهٔ تلویزیونی چکی است که در سال ۲۰۱۵ منتشر شد. این سریال نامزد دریافت شیر چک بابت «بهترین درام تلویزیونی سال ۲۰۱۵» بود.

## بازیگران
- واندا هیبرنووا
- میشائلا پخاچکووا
- پتر اشترتنیچک
- مارتین زونار
- مارتین دیدار
- ییتکا اشنایدرووا
- لادیسلاف پُتمیه‌شِل
- واتسلاو ییراچک